# 液压蓄能器
液压蓄能器（英語：Hydraulic accumulator）是一种液压元件，当液压系统中出现过压时，将压力转换为弹性势能或重力势能；当液压系统中压力不足时，可以将其储存的能量释放回液压系统中。